# Şükrü Saracoğlu
Mehmet Şükrü Saracoğlu (AFI /ˈʃycɾy saɾaˈdʒoːɫu/ ( ? i  escolteu-ne la pronunciació en turc); 1887, Ödemiş – 27 de desembre de 1953, Istanbul) fou un polític turc i el 6è primer ministre de Turquia. També fou el president del Fenerbahçe S.K. durant 16 anys, entre 1934 i 1950, inclòs el temps que aquest càrrec fou concorrent amb el de primer ministre, entre 1942 i 1946.

## Biografia

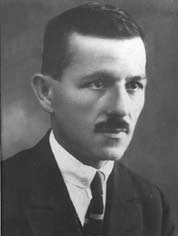
Şükrü Saracoğlu de jove

Nascut a Ödemiş, un districte de la província d'Esmirna al llavors Imperi Otomà el 1887, Mehmet Şükrü era el fill de Saraç (Talabarder) Mehmet Tevfik Usta que era descendent d'albanesos. Va fer els seus estudis primaris i secundaris a Ödemiş, i més concretament a l'Izmir Ataturk Lisesi d'Izmir i es va graduar de l'Escola d'Administració Pública (Mekteb-i Mülkiye) el 1909. Durant un temps, va treballar com a funcionari d'assistència i també com a professor de matemàtiques a l'escola secundària d'Esmirna Sultaniye. En 1915, va estudiar a l'Acadèmia de Ciències Polítiques de Ginebra, Suïssa, per compte d'Esmirna.
Després de la Guerra greco-turca (1919-1922) (el front occidental de la Guerra d'independència turca), Mehmet Şükrü va tornar a Turquia i va lluitar en la guerra a la regió de Kusadasi, Aydin, i Nazilli. Va ser elegit a la Gran Assemblea Nacional de Turquia com a diputat per Esmirna el 1923. Va ser designat com a Ministre d'Educació Nacional al gabinet del primer ministre Ali Fethi Okyar. A continuació, va presidir la Comissió per a l'intercanvi de població que conduiria les negociacions amb el govern grec més endavant. Va ser nomenat com a Ministre d'Hisenda al gabinet format pel primer ministre İsmet İnönü. Després de renunciar al càrrec, va ser enviat als Estats Units per completar alguns contactes sobre qüestions econòmiques el 1931 i va presidir la junta que va anar al Tractat de París de 1933 per resoldre el problema del deute públic otomà. En 1933, va tornar a entrar al gabinet com a Ministre de Justícia i va ocupar el càrrec de Ministre d'Afers Exteriors al segon gabinet del primer ministre Celal Bayar.
Després de la Llei de cognoms de 1934, que requeria que tots els ciutadans turcs adoptessin un cognom, Mehmet Şükrü va prendre el cognom "Saracoğlu", que significa "fill de Saraç", on Saraç era l'epítet del seu pare.
En els últims dies de la Segona Guerra Mundial, es va ocupar de les negociacions amb la Unió Soviètica a Moscou durant diversos mesos.
A la mort de Refik Saydam el 1942, fou designat com a primer ministre de Turquia i va renunciar a aquesta tasca a causa de la seva malaltia. Va ser triat com a President de la Gran Assemblea Nacional de Turquia el 1948 i va romandre en aquest càrrec fins al 1950.
Saraçoğlu, que es va retirar de la vida política el 1950, parlava fluidament francès i anglès. Estava casat i tenia tres fills. Va morir el 27 de desembre de 1953.
La llar del Fenerbahçe Spor Kulübü, el Şükrü Saracoğlu Stadyumu, va rebre el seu nom en honor d'ell.